# Битва під Львовом (1675)
Битва під Львовом (також відома як Битва під Лисиничами, або Битва на глинянському шляху) — відбулася 24 серпня 1675 року під час польсько-турецької війни 1672—1676 років між військами Речі Посполитої під командуванням короля Яна ІІІ Собеського і татарами.

## Вступ
Наприкінці червня 1675 року турецька армія під проводом Ібрагіма Шишмана (20-30 тис. війська) переправилася через Дністер під Тягинею і зайняла Бар. У липні під Маначином до неї долучилася татарська армія (близько 30 тис. ординців).
Коли король Ян III Собеський дізнався про це, то наказав зайняти замки Поділля частиною своїх невеликих сил з метою затримати марш армії Ібрагіма Шишмана. Решту своїх сил він сконцентрував у околицях Львова. 27 липня турки штурмом взяли Збараж і розіслали на Поділля і Волинь татарські загони. На звістку про концентрацію під Львовом польських військ 22 серпня Ібрагім Шишман вислав близько 10 тис. татар на чолі з нуреддин-султаном Сафа-Ґераєм під Львів з метою розгрому армії Речі Посполитої.

Мапа битви під Львовом 1675 р.

Ян III Собеський мав під своєю командою 6 000 війська. Коли він довідався про те, що до Львова підходить об'єднана татарська армія, то розставив частину своїх сил (головним чином драгунів і легку кінноту) на чотирьох напрямах, звідки міг з'явитися ворог, тоді як гусарія (близько 1,2-1,5 тис.) залишилася в резерві. Піхота стала в укріпленому таборі під містом.

## Битва
24 серпня татари з'явилися на глинянському шляху, йдучи вздовж річки Полтви по долині між горбами і болотами, що звужувалася. Два виходи з цієї долини зайняли драгуни і легка кіннота. Крім того, Собеський за горбами вишикував слуг із списами, що мали вдавати, що там стоїть потужна кіннота. Татари, бажаючи вийти з долини, атакували охороняючі вихід з неї групи Бідзинського і Любомирського (400 вояків). Коли татар було відбито, на них ударив сам Собеський з двома тисячами кінноти (гусари, а також 300 литовських кіннотників, яких привів польний гетьман литовський Міхал Казимир Радзивіл).
Татари в замішанні не змогли використати своєї кількісної переваги, бо їх паралізувала думка про готову до атаки кавалерію за горбами. Бій був коротким і татари були розбиті.